# Lekkoatletyka na Letnich Igrzyskach Paraolimpijskich 2004 – rzut oszczepem kl. F11 mężczyzn
W rzucie oszczepem kl. F11 (zawodnicy niewidomi) mężczyzn podczas Letnich Igrzysk Paraolimpijskich 2004 rywalizowało ze sobą 13 zawodników.
W zawodach zwyciężył Austriak Bil Marinkovic. Wynikiem 49,33, ustanowił nowy rekord świata. Na medalowych pozycjach uplasowali się także Niemiec Siegmund Hegeholz oraz Japończyk Mineho Ozaki.

## Wyniki

### Finał
| Poz. | Zawodnik          | Narodowość       | Rezultat | Uwagi |
| ---- | ----------------- | ---------------- | -------- | ----- |
| 1    | Bil Marinkovic    | Austria          | 49.33    | WR    |
| 2    | Siegmund Hegeholz | Niemcy           | 45.87    |       |
| 3    | Mineho Ozaki      | Japonia          | 40.90    |       |
| 4    | Li Duan           | Chiny            | 39.82    |       |
| 5    | Anibal Bello      | Wenezuela        | 39.36    |       |
| 6    | Vytautas Girnius  | Litwa            | 39.01    |       |
| 7    | Rayk Haucke       | Niemcy           | 33.60    |       |
| 8    | Kazem Moradi      | Iran             | 33.33    |       |
| 9    | Andres Furtado    | Urugwaj          | 24.81    |       |
| 10   | Han Sung Hyun     | Korea Południowa | 22.64    |       |
|      | Ferenc Hovath     | Węgry            | DNF      |       |
|      | Daniel Jimenez    | Meksyk           | DNF      |       |
|      | Loukas Kaskanis   | Grecja           | DNS      |       |